# Trelleborgs FF
Trelleborgs FF este un club de fotbal din Trelleborg, Suedia fondat în anul 1926.

## Palmares
- Allsvenskan:
  - Locul 3: 1992
- Superettan:
  - Câștigătoare: 2006 (promoted)
  - Finalistă: 2003 (promoted)
- Division 1 Södra:
  - Câștigătoare: 1984 (promoted), 1991 (promoted)
  - Finalistă: 1987, 1989
- Europe: (overall results: 6 3 2 1 7-5 11)
  - Uefa cup: second round 1994-95